# Batalion ON „Wieluń I”

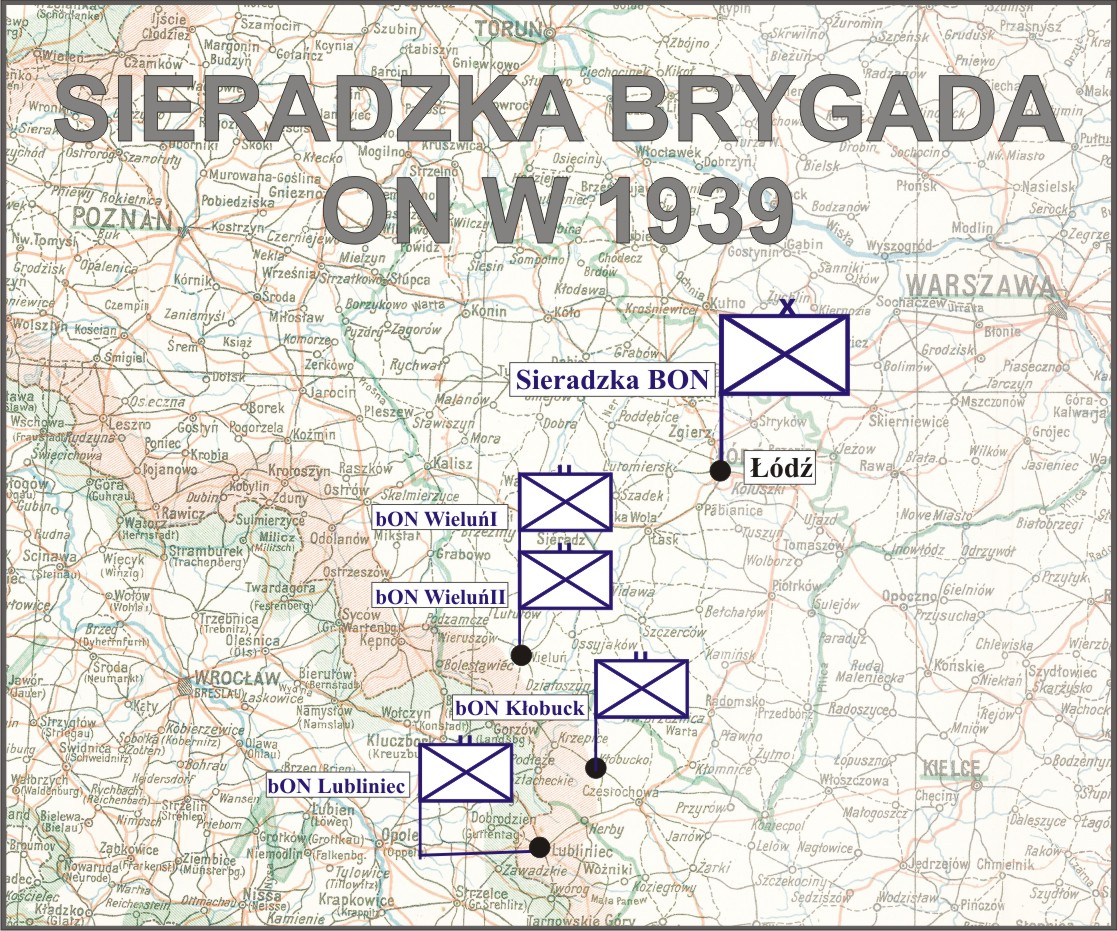
Sieradzka Brygada ON

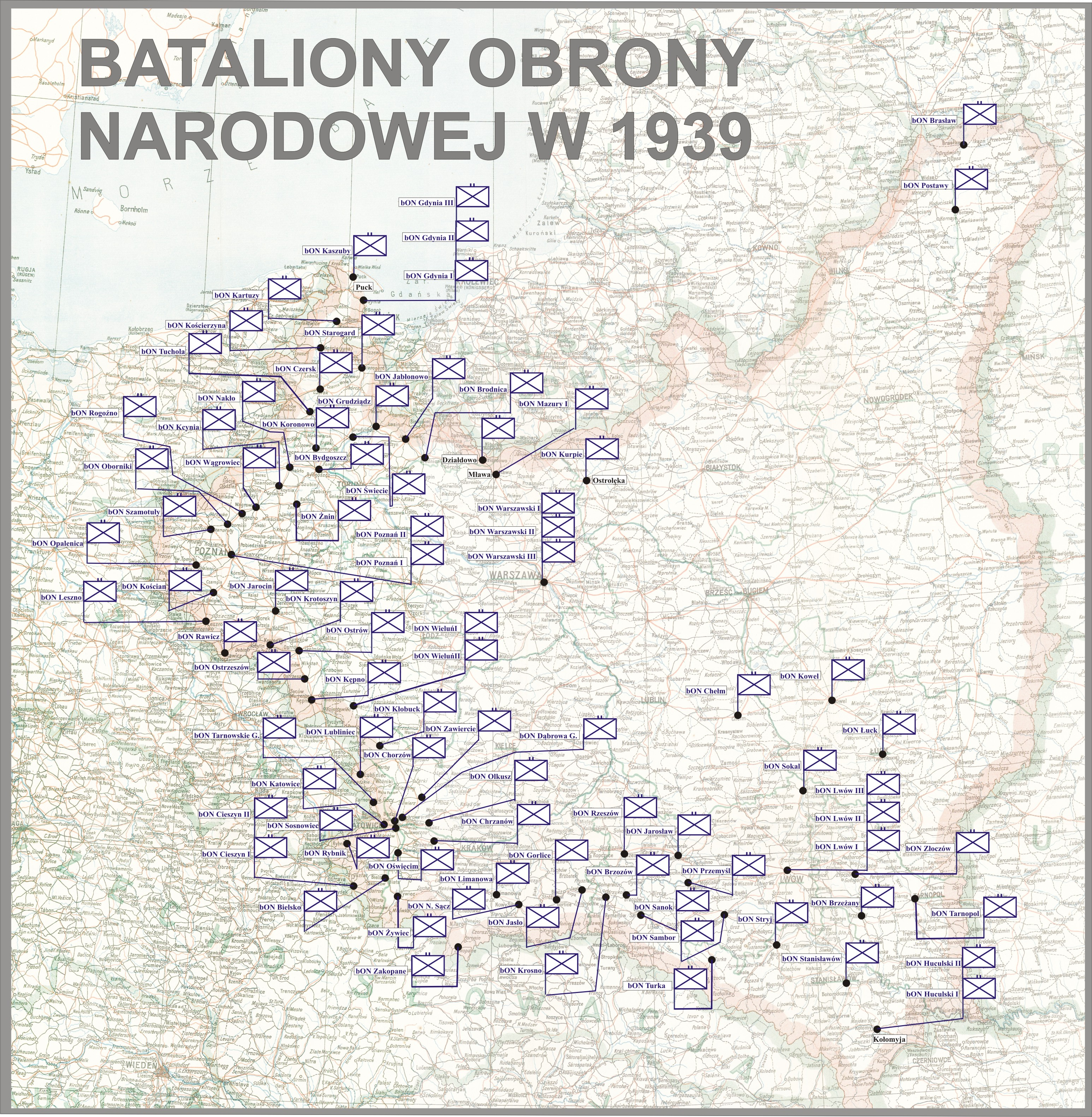
Obrona Narodowa w 1939

I Wieluński Batalion Obrony Narodowej (batalion ON „Wieluń I”) – pododdział piechoty Wojska Polskiego II RP.
Batalion sformowany został wiosną 1939, w powiecie wieluńskim, w składzie Sieradzkiej Brygady ON według etatu batalionu ON typ IV.

Jednostką administracyjną i mobilizującą dla batalionu ON „Wieluń I” był 31 pułk Strzelców Kaniowskich.
W kampanii wrześniowej walczył w składzie Oddziału Wydzielonego nr 2 płk. dypl. Jerzego Grobickiego (10 Dywizji Piechoty, Armia „Łódź”).

## Obsada personalna
Dowództwo
- dowódca – kpt. Stefan Faczyński
- adiutant – ppor. Longin Frankowski
- lekarz – por. lek. Zwierzyński (por. lek. Markus Weltman[2] )
- dowódca plutonu ppanc. - plut. pchor. Kazimierz Oblizajek[2]
- sekcja zaopatrzenia – ppor. Władysław Smarzyński[2]

1 kompanii ON „Wieluń I”
- dowódca kompanii – por. Emil Woźniak
- dowódca I plutonu – ppor. rez. Kolasiński
- dowódca II plutonu – ppor. rez. Nagrodzki
- dowódca III plutonu – ppor. rez. Władysław Pajszczyk
- dowódca plutonu ckm - ppor. rez. Jerzy Dul[2]

2 kompanii ON „Wieruszów”
- dowódca kompanii – por. Wiktor Sas
- dowódca I plutonu – ppor. Kazimierz Dominas
- dowódca II plutonu – ppor. Zenon Polak
- dowódca III plutonu – ppor. Tadeusz Zajdel
- dowódca plutonu ckm - ppor. Mieczysław Wiktor Plewiński[2]

3 kompanii ON „Rudniki”
- dowódca kompanii – por. Engels
- dowódca I plutonu – ppor. rez. Piotr Gasztych
- dowódca II plutonu – ppor. rez. Jan Glądała
- dowódca III plutonu – ppor. rez. Bolesław Jacaszek
- dowódca plutonu ckm - por. rez. Henryk Zieliński